# Браун, Ланселот
Ланселот Браун, Капабилити Браун, или Ла́нслот Бра́ун(англ. Lancelot «Capability» Brown; август 1716, Kirkharle, Нортамберленд — 6 февраля 1783, Лондон), прозванный «способным Брауном» (Capability Brown), — английский ландшафтный архитектор, один из главных создателей стиля «английского, или пейзажного, парка», который господствовал в садово-парковом искусстве стран Западной Европы и в России до середины XIX века. При устройстве пейзажных парков предпочтение отдаётся «естественным» склонам, свободно растущим группам деревьев, прудам и перелескам. Английский пейзажный парк Ланселота Брауна гармонично соединялся с английской палладианской архитектурой.

## Биография
Ланселот Браун был пятым ребёнком в семье земельного агента Уильяма Брауна и горничной Урсулы, урождённой Холл, родился в деревне Кёркхарл, Нортамберленд. Его старший брат Джон стал инспектором поместья и позднее женился на дочери сэра Уильяма. Другой брат Джордж стал каменщиком-архитектором.
После школы Ланселот работал учеником главного садовника сэра Уильяма Лорейна в Кёркхарл-холле. В 1739 году он отправился на юг в порт Бостон (Линкольншир). Затем переехал дальше вглубь страны, где его первым заказом было оформление парка в Киддингтон-холле, Оксфордшир. Он переехал в Уоттон Андервуд Хаус, Бакингемшир, резиденцию сэра Ричарда Гренвилла. В 1742 году был приглашён на должность садовода в поместье Стоу герцога Бакингемского, где работал под началом архитектора-палладианца Уильяма Кента. Сады в Стоу противополагались предыдущему стилю «французских» регулярных парков XVII столетия и привлекали гостей со всей страны. Браун показывал всем заинтересованным лицам свои сады и приобрёл тем самым множество аристократических заказчиков. Браун оставался в Стоу до 1748 года. Под руководством Уильяма Кента он создал в Стоу «Греческую долину».
После смерти Уильяма Кента в 1748 году Браун открыл собственное дело и занялся «усовершенствованием земельных наделов» по всей Англии. Английский поэт и сатирик Ричард Оуэн Кембридж, иронично заявил, что он надеется умереть раньше Брауна, чтобы «увидеть небеса до того, как они будут „улучшены“». По приблизительным оценкам, Браун отвечал за более чем 170 садов, окружавших лучшие загородные дома и поместья в Британии. Пруд, который он выкопал в поместье герцога Графтона, вызвал зависть герцога Мальборо, пригласившего Брауна создать систему водоёмов в Бленимском поместье. В 1750-е годы Браун с успехом проектировал и садовые павильоны, которые должны были находиться в гармонии с природой. Основные принципы его эстетики преломились при создании Петуортского парка (1751—1757).
В 1764 году Браун был назначен главным садовником в загородном дворце Хэмптон-Корт близ Лондона в качестве преемника Джона Грининга. Работая в Хэмптон-Корте, он познакомился с Эдвардом Ловибондом, который тогда жил в Элм-Лодж в Хэмптоне. Они стали друзьями до такой степени, что Ловибонд завещал ему третью часть имущества после своей смерти в 1775 году.
С 1771 года его партнёром и зятем стал Генри Холланд. 22 ноября 1744 года Ланселот Браун женился на Бриджит Уайет (ласково называемой Бидди) из Бостона, Линкольншир, в приходской церкви Стоу. Её отец был олдерменом и землевладельцем, а в семье были геодезисты и инженеры. У них было восемь детей: Бриджит, родилась в 1746 году, Ланселот (известный как Лэнс), Уильям (который умер молодым), Джон, родился в 1751 году, Энн (преждевременно скончалась), Маргарет (известная как Пегги), родилась в 1758 году и Томас в 1761 году.
В 1768 году Ланселот Браун приобрёл поместье Фенстантон в Хантингдоншире в Восточной Англии за 13 000 фунтов стерлингов (что эквивалентно 2 180 000 фунтов стерлингов в 2023 году). Вместе с ним он приобрёл два усадебных дома, две деревни и 2 668 акров земли. Имущество оставалось в семье, пока не было продано по частям в 1870-х и 1880-х годах. Владения позволили ему баллотироваться и служить верховным шерифом Хантингдоншира с 1770 по 1771 год. Он продолжал работать и путешествовать до своей внезапной смерти 6 февраля 1783 года на пороге дома своей дочери Бриджит Холланд по адресу 6 Hertford Street, Лондон, когда он возвращался после ночного отдыха у лорда Ковентри.

## Особенности творчества
Неутомимый труженик, упорядочивший огромные по площади территории в разных уголках Британии, Браун разрушил устаревшую систему регулярного сада, разработанную для Людовика XIV французом Андре Ленотром. Впоследствии место Брауна в качестве самого востребованного устроителя садов Британии занял его последователь Хамфри Рептон.
Помимо парков Капабилити Браун создал более сотни архитектурных чертежей и его работа в области архитектуры была естественным продолжением его концепции единой картины английского загородного дома в его окружении: «В руках Брауна дом, который прежде доминировал в поместье, стал неотъемлемой частью тщательно составленного ландшафта, предназначенного для того, чтобы его видели глазами художника, и его архитектура не могла быть отделена от планировки сада».
В отличие от других архитекторов, включая Уильяма Кента, Капабилити Браун был садовником-практиком и предоставлял своим заказчикам полный комплекс услуг «под ключ», проектируя сады и парки, а затем снабжая их посадками цветников и деревьев. Многие из его творений сохранились в относительно нетронутом виде.
Браун также включал в свои планы небольшие «сады для удовольствия» с цветниками и новыми кустарниками, обычно размещаемыми там, где они не будут загораживать вид на парк с главных фасадов дома. Он также составлял планы малых городских проектов, например, садов колледжей вдоль The Backs в Кембридже.
Несколько парадоксальную оценку, опираясь на английские источники, дал творчеству Брауна Д. С. Лихачёв:

Искусство Капабилити Брауна состояло главным образом в том, чтобы комбинировать привлекательность водных поверхностей с волнистыми травянистыми лугами, на которых группы и зоны деревьев были разбросаны в местах необходимых, чтобы создавать приятные картины эффектом светотеней. Он замыкал пейзаж рядами деревьев, чтобы создать его интимность. Приём использования группы деревьев Браун заимствовал у Уильяма Кента… При этом Браун не заботился о цветах и употреблял их ещё меньше, чем Ленотр в садах французского классицизма. Браун создавал сады таких больших масштабов, что если бы он даже и решился сажать цветы, то они всё равно были бы мало заметны, а расходы на большие цветники оказались бы слишком велики. Капабилити Браун уничтожал в своих садах все архитектурные формы, всё, что связывало дом с окружающей его местностью. Дом вырастал непосредственно на поляне в окружении свободно рассаженных небольшими группами деревьев, и вследствие нелюбви Брауна к цветочному окружению дома выглядели как бы обнажёнными и противопоставленными природе. Капабилити Браун был не только преобразователем и строителем садов, но и великим разрушителем, ибо многие сады… были снесены и заменены пейзажными парками. Браун сносил огромное количество уютных голландских садов, высушивал пруды и копал новые, придавая берегам рек любимую в романтизме серпантинную (змеевидную) форму, убирал лабиринты и «зелёные кабинеты», клумбы с цветами и партеры… Капабилити Браун с таким усердием занимался переустройством садов, что однажды, как рассказывают, отказался от выгодного заказа в Ирландии, сославшись на то, что он ещё не закончил переустройство всей Англии в пейзажном стиле 

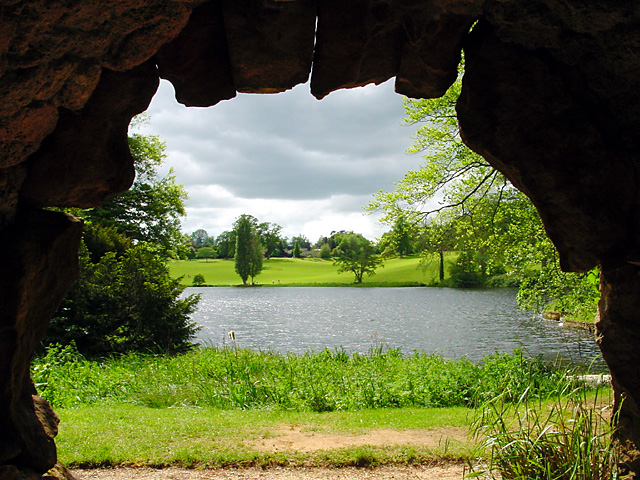
Искусственный грот в Бовуде
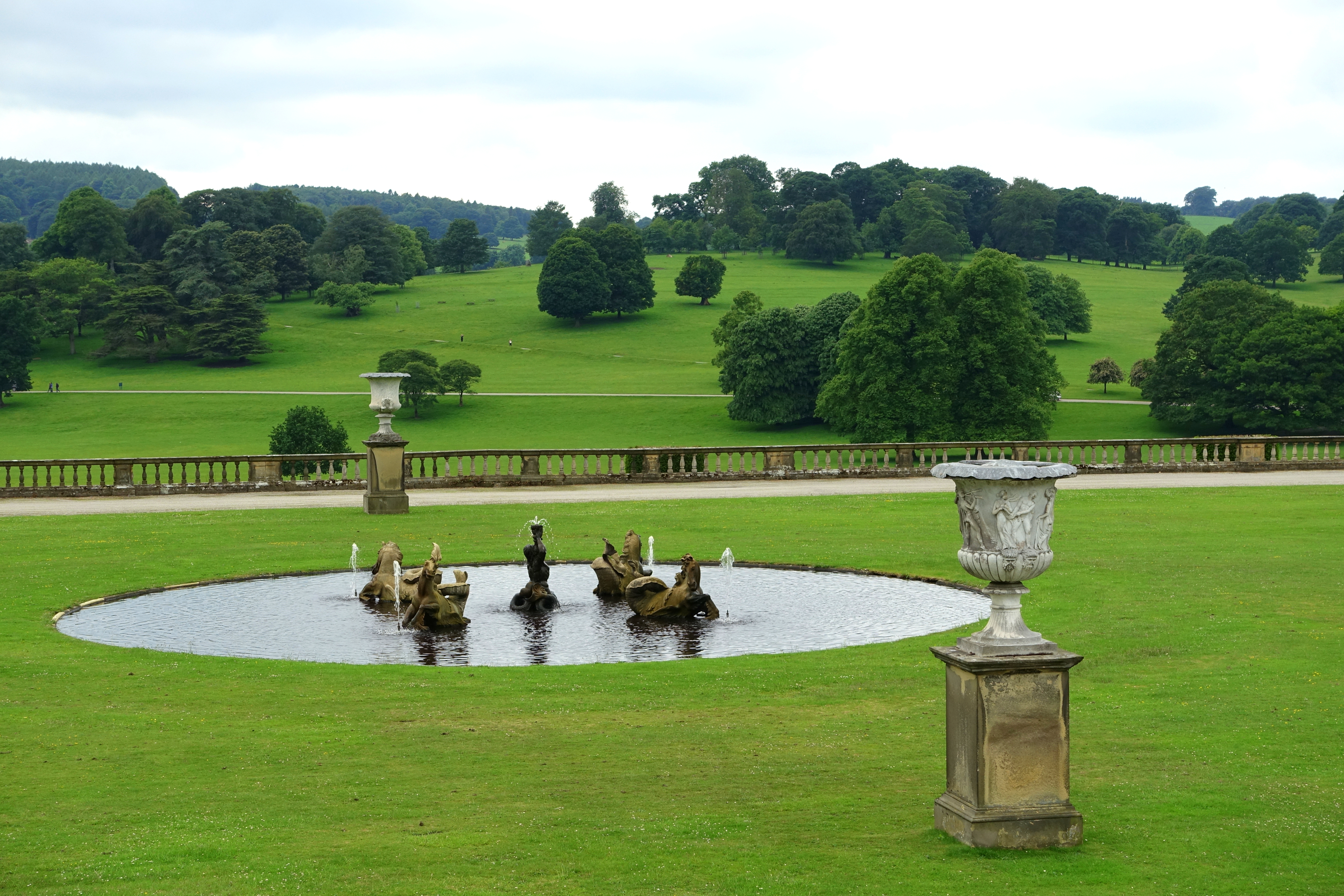
Чатсуорт-хаус, Дербишир
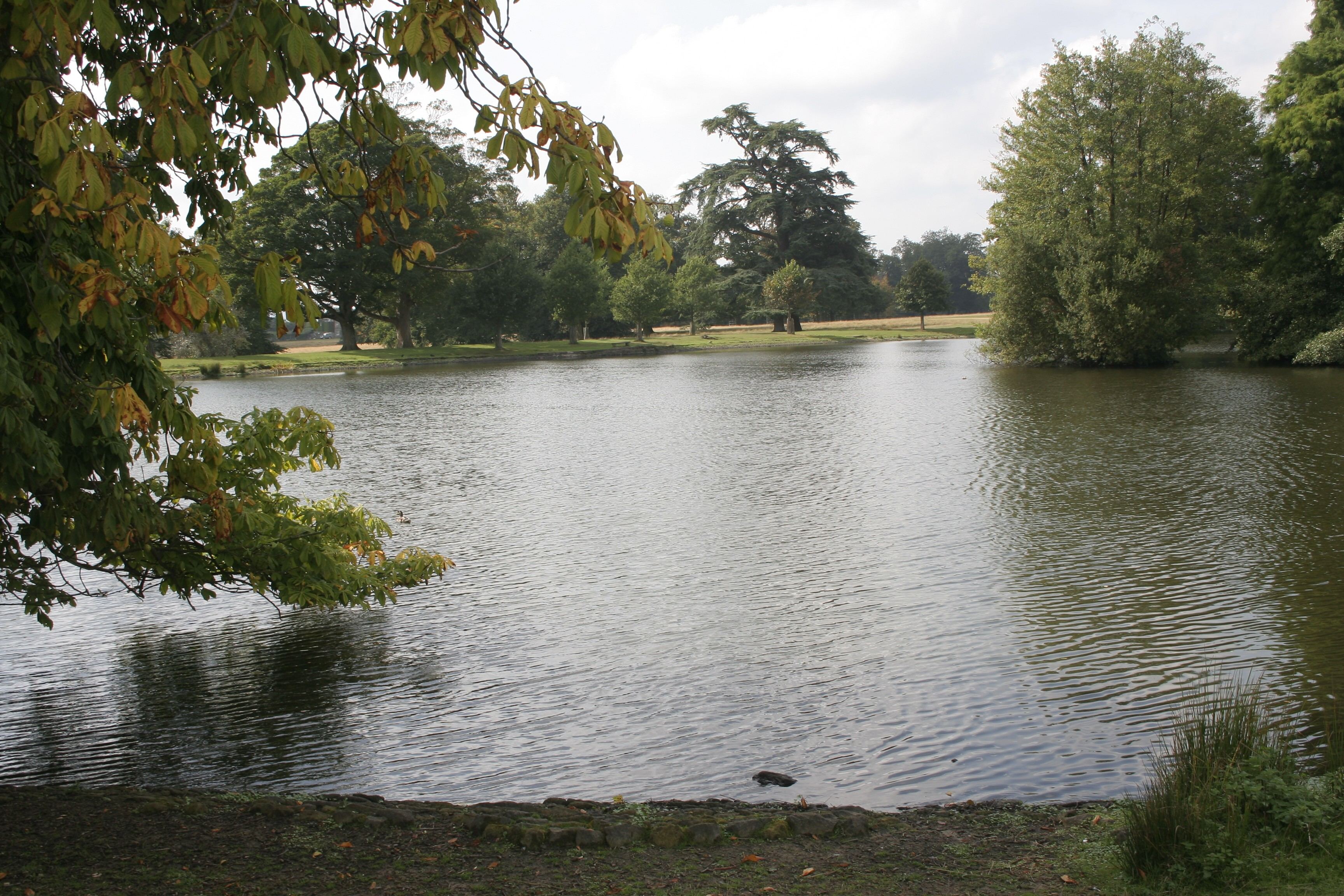
Петуортский парк
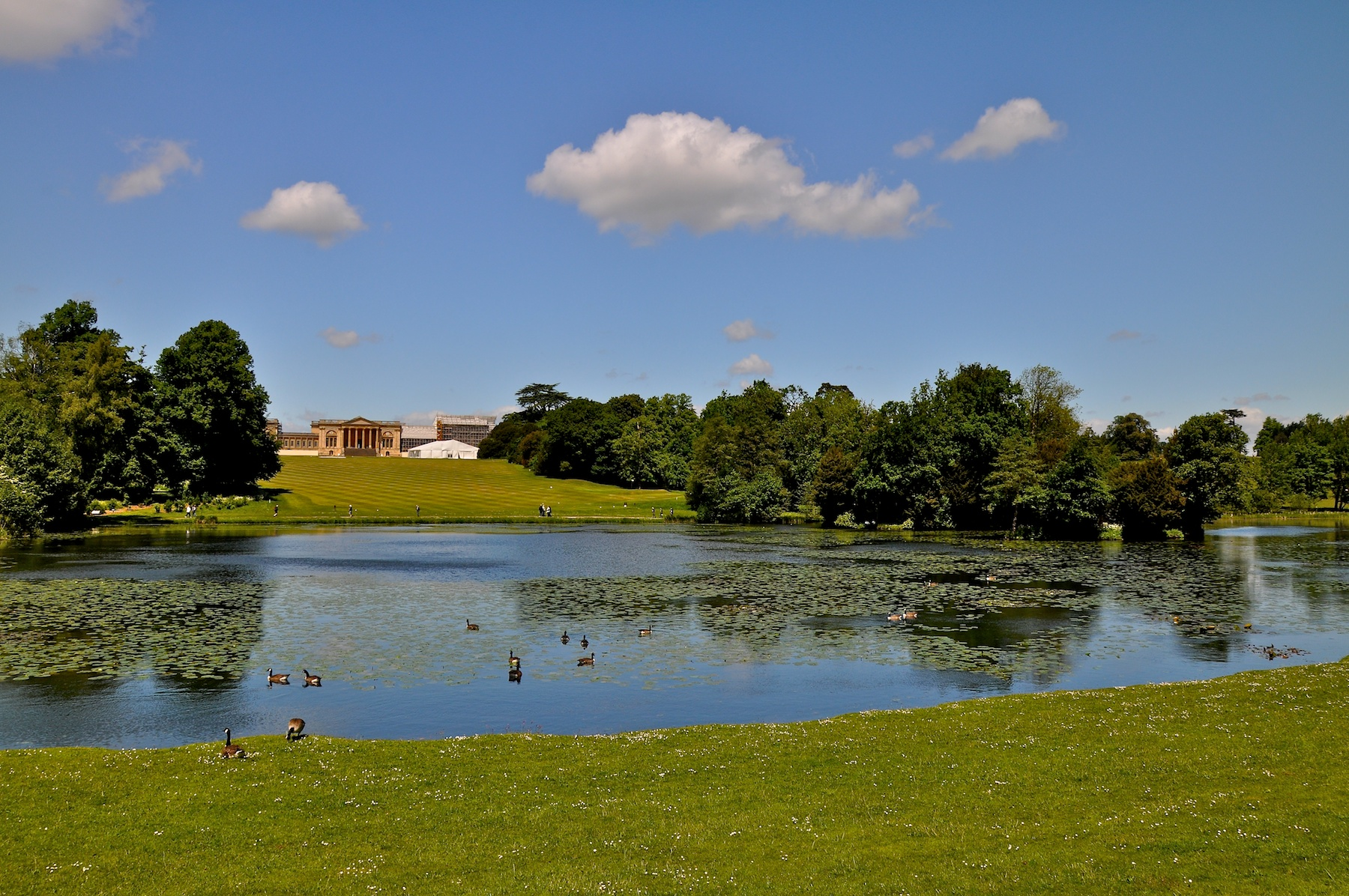
Парк в Стоу, Бакингемшир
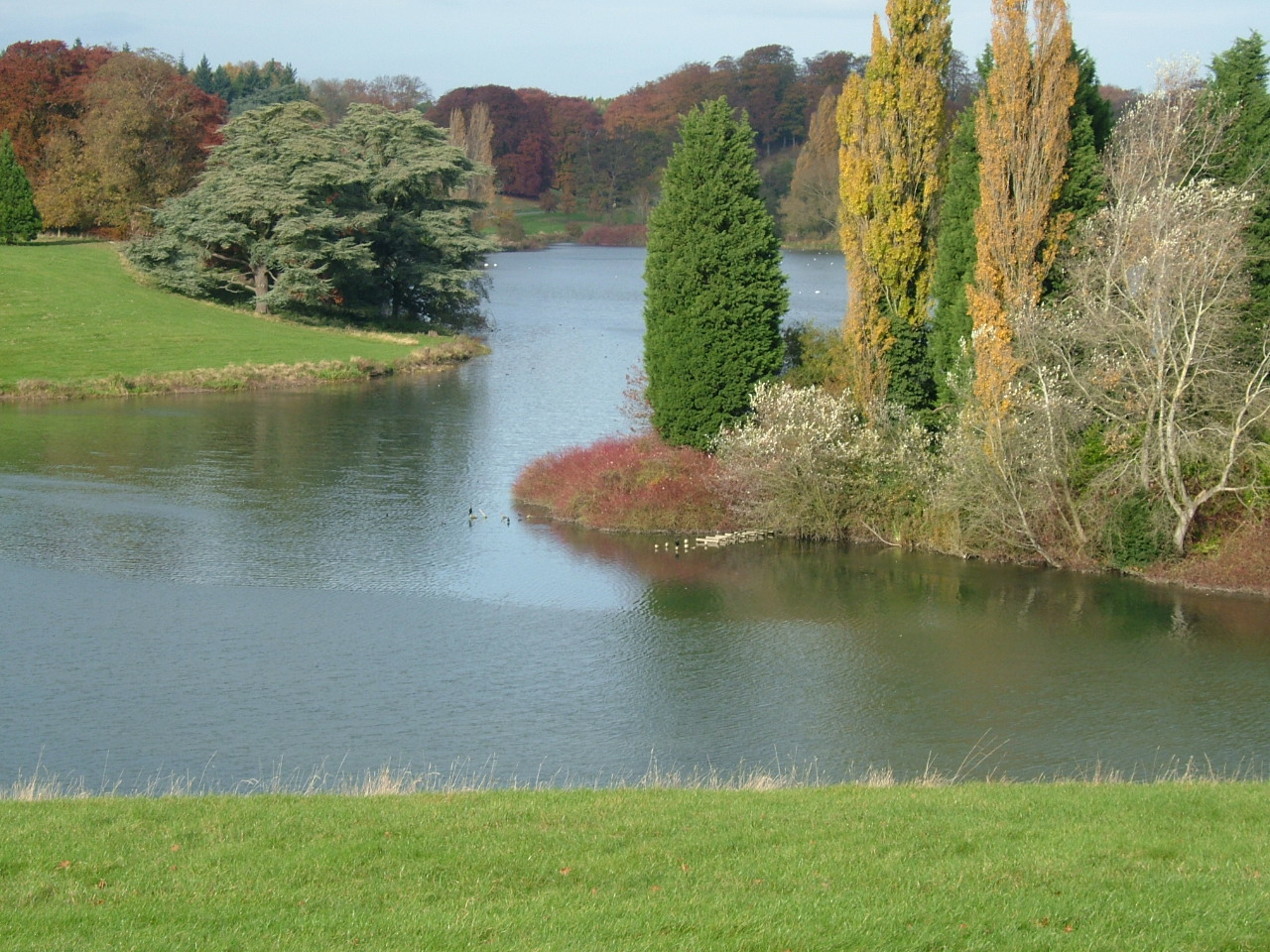
Бленимское поместье
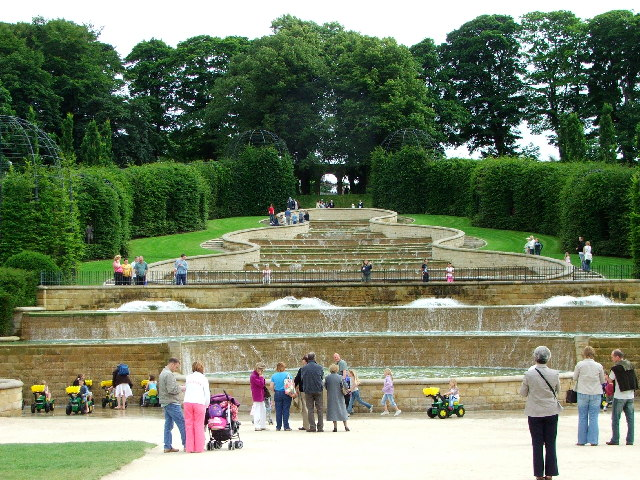
Сад Алник
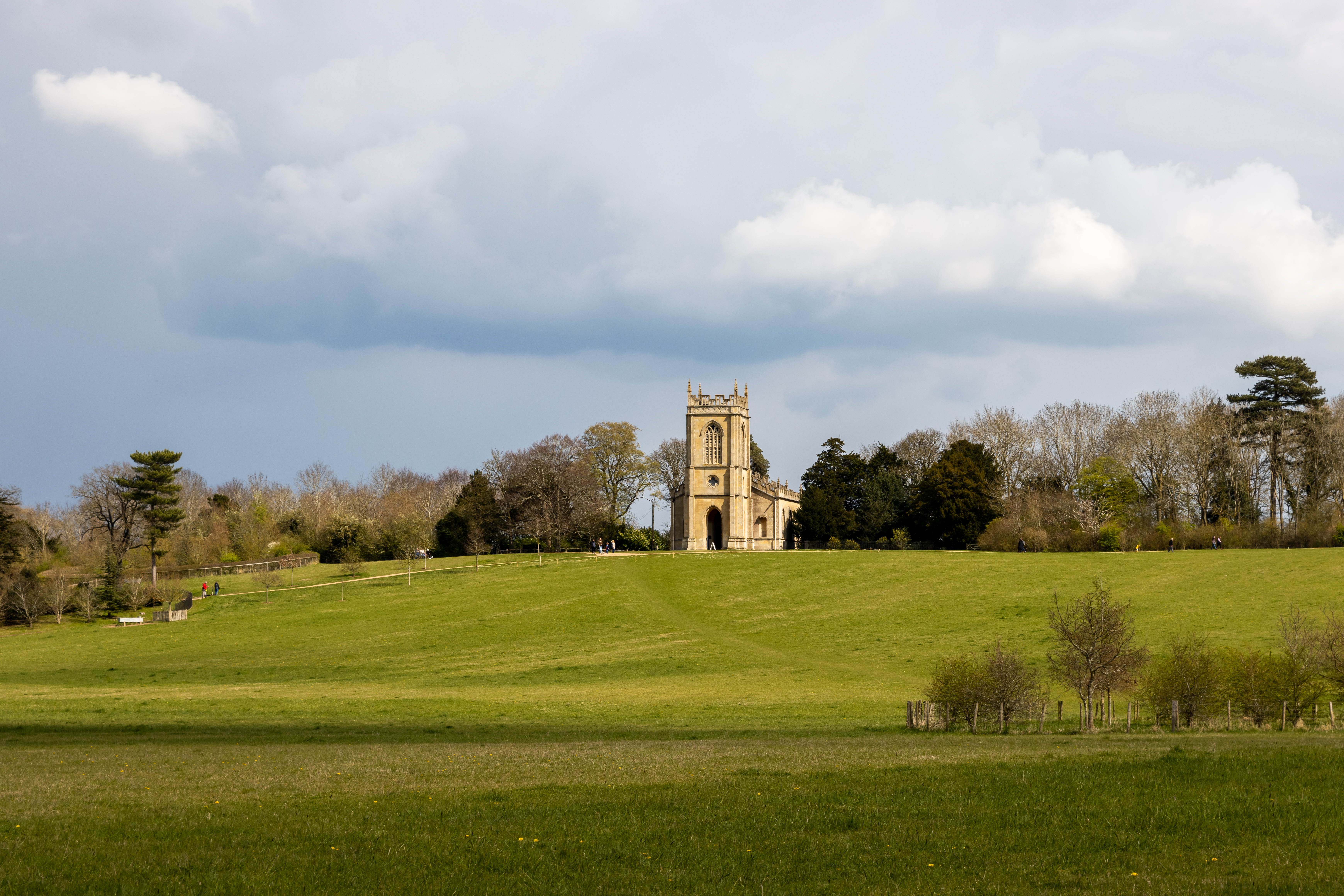
Церковь Святой Марии Магдалины в Крум- парке

## Комментарии
1. ↑  Прозвание «способный» появилось из его выражения, что любое место имеет «способность» развития, улучшения и превращения в «пейзажный сад»[5].